# Cyoceraphron striatopleuralis
Cyoceraphron striatopleuralis är en stekelart som beskrevs av Paul Dessart 1994. Cyoceraphron striatopleuralis ingår i släktet Cyoceraphron och familjen pysslingsteklar. Inga underarter finns listade i Catalogue of Life.